# Chalcentis bonini
Chalcentis bonini är en skalbaggsart som beskrevs av Soula 2009. Chalcentis bonini ingår i släktet Chalcentis och familjen Rutelidae. Inga underarter finns listade i Catalogue of Life.